# Laklo (Liquiçá)
Der Laklo ist ein osttimoresischer Fluss im Verwaltungsamt Liquiçá (Gemeinde Liquiçá). Wie die meisten kleineren Flüsse im Norden Timors fällt auch der Laklo außerhalb der Regenzeit trocken.

## Verlauf
Der Fluss Ricameta entspringt im Grenzgebiet der Sucos Dato im Osten und Hatuquessi im Westen. Der Fluss fließt dann entlang der Grenze nach Norden. Am Ostufer wird Dato später vom Suco Loidahar abgelöst.
In Hatuquessi entspringt der Fluss Nomoro, der ebenfalls nach Norden fließt. Im Grenzgebiet von Hatuquessi, Dato (nun am Westufer) und Loidahar trifft der Nomoro auf den Ricameta. Vereint bilden die Flüsse nun den Laklo. Im Westen Dato und im Osten Loidahar fließt der Laklo weiter nach Norden, durchquert schließlich Dato, passiert den gleichnamigen Ort im Osten und mündet zuletzt in die Sawusee. Östlich liegt die Gemeindehauptstadt Vila de Liquiçá.